# Sotang
Sotang (nepalski: सोताङ) – gaun wikas samiti we wschodniej części Nepalu w strefie Sagarmatha w dystrykcie Solukhumbu. Według nepalskiego spisu powszechnego z 2001 roku liczył on 1122 gospodarstw domowych i 5883 mieszkańców (2843 kobiet i 3040 mężczyzn).